# Дагоберто
Дагоберто е бразилски футболист, нападател. Играе за отбора на Вашко да Гама. Започва кариерата си в Атлетико Паранаензе през 2001 година. От 2007 е играч на Сао Пауло. Най-често си партнира с Вашингтон в нападението на трикольорите. През 2012 преминава в Интернасионал, където играе 1 сезон, но не впечатлява.
Играл е за отборите на Бразилия до 20 и 23 години.